# Essaims de séismes de Maurienne
Pour un article plus général, voir Essaim de séismes.
La vallée de la Maurienne est de temps à autre le siège d'essaims de séismes de durée variable. On n'en connaît pas dans la littérature avant celui du milieu du XIXe siècle qui avait été destructeur. Au XXIe siècle, l'essaim de 2010 au sud de Saint-Michel-de-Maurienne n'a guère été remarqué ; celui de 2015-2018 dans la basse vallée, plus long et avec des magnitudes plus élevées, l'a été davantage.

## AuXIXesiècle
Au XIXe siècle s'est produit un essaim qui a duré au total cinq ans et demi, de décembre 1838 à juin 1844,,. L'activité s'est d'abord manifestée sous la forme de grondements souterrains à Montrond en octobre et novembre 1838, avant qu'une première secousse ne soit nettement ressentie dans toute la vallée le 19 décembre. Les secousses les plus importantes ont provoqué dans la région de Saint-Jean-de-Maurienne des lézardes et des chutes de cheminées. En 1839, « le nombre des tremblements de terre a été de 122 [...] Outre l'effroi général que causaient les fortes trépidations, bien des personnes en ont été plus ou moins affectées et en particulier le sexe dont le tempérament est plus nerveux que celui de l'homme [...] Maintes femmes ont pris mal, d'autres ont contracté et fait de graves maladies essentiellement nerveuses [...] les chiens fuyaient dans la campagne [...] des rocs se sont détachés [...] et ont roulé avec fracas [...] des vins ont tourné [...] Beaucoup de murailles furent lézardées [...] ». L'essaim était vraisemblablement centré sur le village de Montrond où une activité sismique a continué de se manifester jusqu'en juin 1844,. Un essaim de séismes ayant été observé pendant la même période à Comrie, dans le centre de l'Écosse, une mise en parallèle des deux phénomènes avait été faite, mais (heureusement) sans établir de relation de cause à effet.

## AuXXIesiècle
Plus récemment, un essaim s'est mis en place en octobre 2015 dans la basse vallée de la Maurienne (secteur de Montgellafrey–La Chapelle–Saint-François-Longchamp). Il est resté faiblement actif jusqu'au 17 octobre 2017, date à partir de laquelle plus de 300 séismes se sont produits en moins de 15 jours. On a décompté, le 25 octobre, un maximum de 50 séismes dans la journée. Deux séismes ont atteint la magnitude 3,7 (les 25 et 27 octobre 2017). Sur les quelque 136 séismes répertoriés entre le 25 et le 27 octobre, 6 seulement ont été signalés comme ressentis. Il est cependant probable qu'il y en ait eu bien davantage, car des séismes de faible magnitude (jusqu'à 1,5) semblent avoir été perçus.